# Kaisergames
Kaisergames GmbH var ett företag inom datorspelsvärlden med säte i Köln.
Företaget etablerade flera spelportaler med webbläsarspel. I Tyskland tillhörde Kaisergames de största inom branschen. Den tyska portalen "Spielaffe" hade 2011 en alexa-ranking lägre än 500 (national) respektive lägre än 5000 (international). Den turkiska portalen "Kraloyun" rankades national lägre än 50. Spelportalerna såldes i februari 2017 till GIGA Digital AG.